# Osiek Łużycki
Osiek Łużycki – selo u Poljskoj u Powiatu zgorzeleckim,  u općini Zgorzelec.
Naselje sada ima 350 stanovnika.
Od 1975. do 1998. godine, selo je pripadalo prijašnjem Zelenogorskom vojvodstvu.